# 野沢香苗

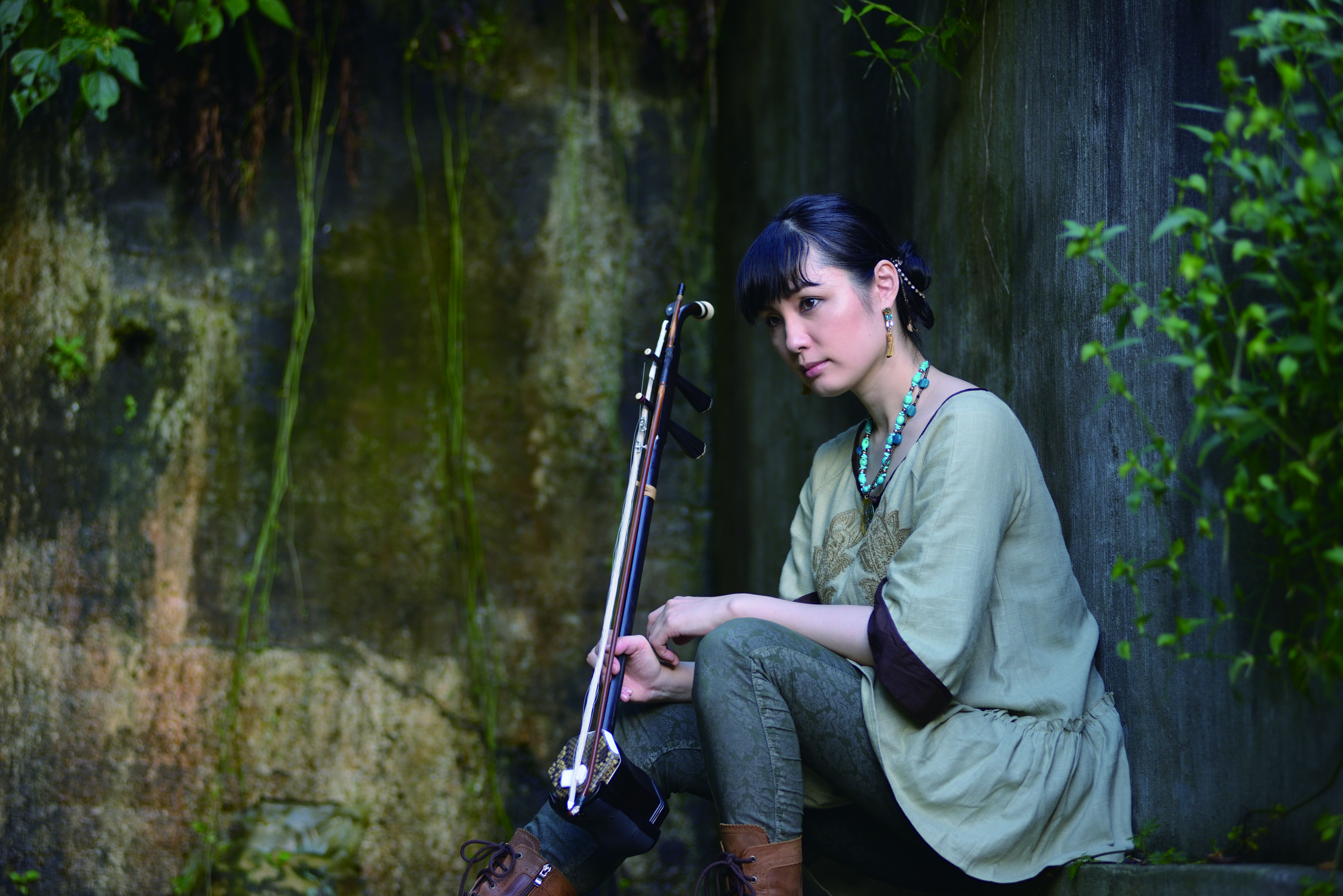
野沢香苗

野沢 香苗（のざわ かなえ、12月2日 - ）は日本の二胡奏者。
福井県坂井市（旧：丸岡町）出身。

## 経歴
1998年に出演した舞台「この世は天国」（新橋演舞場）にて中国人役として舞台上で演奏することになり、二胡と出逢う。それ以後、二胡奏者としても活動中。
2003年よりプロとして演奏活動を始め、自主制作、インディーズレーベルより3枚のアルバム、ミニアルバムをリリースした後、2007年1月にユーキャンよりアルバム「Naturally～水と光～」でメジャーデビュー。
2008年3月には同じく、ユーキャンより2ndアルバム「月花～Sincerely～」をリリースしている。
2009年4月6日から同年10月2日までUNIQue the RADIOで放送されていた「Live for Life」の木曜日を担当していた。
2009年10月5日深夜（6日未明）から2010年9月まで文化放送で放送中の深夜のワイド番組「リッスン? 〜Live 4 Life〜」の水曜日を担当していた。
2009年11月11日に3rdアルバム「カナリア」をリリースした。14曲中2曲は、本人の歌唱によるものである。
2011年3月16日 4thアルバム「Gift」をリリース。
2012年11月17日 童謡、唱唄を二胡で綴ったアルバム「こころのメロディ」をリリース。二胡が奏でる日本のメロディ。「故郷」「さくら」「紅葉」など オリジナル2曲を含む全13曲収録
2014年7月9日 5thアルバム「PLANET」をリリース。ゲド戦記 (映画)で知られる作曲家寺嶋民哉をサウンドプロデューサーに迎えた意欲作。
2017年6月9日 6thアルバム「BRAVE era of the planet」をリリース。前作「PLANET」のサウンドプロデューサー寺嶋民哉を迎え、繊細かつ大胆に、新たな二胡の世界を壮大なスケールで描いた音物語である。
2018年12月1日待望の初ボーカルアルバム「空の記憶」をリリース。作詞家に松井五郎、森 由里子、許 瑛子、前田たかひろ　を迎えた、インスト３曲を含め全10曲のアルバム。
2021年3月24日7th アルバム 「Arkadia」をリリース。

## 音楽活動
二胡の演奏だけでなく、歌・作曲活動も行なっている。 
沢口千恵・野島健児・石橋優子・野上朝生らで結成されているBELOVEDにゲストで出演している。 
石橋優子のファーストアルバム『悠かなる刻の詩声』では「ひとひら」を楽曲提供している。
作詞家 森由里子と作曲家 Frankie Tの主催するニューエイジ系ユニットSEIRIOSに二胡とボーカルで参加している。

## ディスコグラフィ

### オリジナルアルバム
- 「シンセカイ」（2003年3月24日）自主制作版
- 「Morpho」（2005年5月18日）自主制作版
- 「TOPAZ」（2006年5月26日）自主制作版ミニアルバム
- 「Morpho」（2006年10月25日）ボーナストラックを追加した新訂版 XQBF-1003 発売元：コンノートレコーズ、販売元： バウンディ
- 「Naturally ～水と光～」（2007年1月17日・メジャーデビューアルバム） FRCA-1169
- 「月花〜Sincerely〜」（2008年3月12日・2nd アルバム）FRCA-1187
- 「カナリア」（2009年11月11日・3rdアルバム）FRCA-1210
- 「Gift」（2011年3月16日・4thアルバム） FRCA-1230 発売元：ユーキャン、販売元：ユニバーサルミュージック
- 「PLANET」（2014年7月9日・5thアルバム）DQC-1310 発売元：K-Natural、販売元：スペースシャワーネットワーク
- 「BRAVE era of the planet」 （2017年6月9日・6thアルバム）PTP-2501 発売元：K-Natural 販売元：一般社団法人Planet Terra
- 「空の記憶」(2018年12月1日・1st Vocalアルバム)PTP-2502 発売元：K-Natural 販売元：一般社団法人Planet Terra
- 「Arkadia」 （2021年3月24日・7thアルバム）PTP-2503 発売元：K-Natural 販売元：一般社団法人Planet Terra

### その他
- こころのメロディ（2012年11月17日）DQC-1215 発売元：K-Natural、販売元：スペースシャワーネットワーク

### 参加作品
- 獣神演武サウンドトラック
- 千年の恋ひかる源氏ものがたりサウンドトラック
- NARUTO疾風伝サウンドトラック
- BORUTOサウンドトラック
- 小林幸子 嵐嵐嵐がきても
- キングダム
- LiSA 「unlasting」
- 市川由紀乃 「雪恋華」レコーディング二胡演奏

## 共演した主なアーティスト
- 五木ひろし
- 大月みやこ
- ただすけ
- 宇崎竜童
- EXILE
- 清木場俊介
- 石橋優子
- 島津亜矢
- 美樹克彦
- 平井真美子
- 越田太郎丸
- テゴマス
- ヒナタカコ
- 林部智史
- 市川由紀乃